# Dicranomyia (Dicranomyia) flagellifer
Dicranomyia (Dicranomyia) flagellifer is een tweevleugelige uit de familie steltmuggen (Limoniidae). De soort komt voor in het Australaziatisch gebied.